# Sokulaid
Sokulaid ist eine unbewohnte Insel, die 210 Meter von der größten estnischen Insel Saaremaa entfernt liegt. Sie liegt in der Landgemeinde Saaremaa  im Kreis Saare. Die sich am Ausgang der Atla laht (laht = Bucht) befindliche Insel gehört zum Nationalpark Vilsandi. Ihr Umfang beträgt 1,27 Kilometer.